# Hurakan Condor

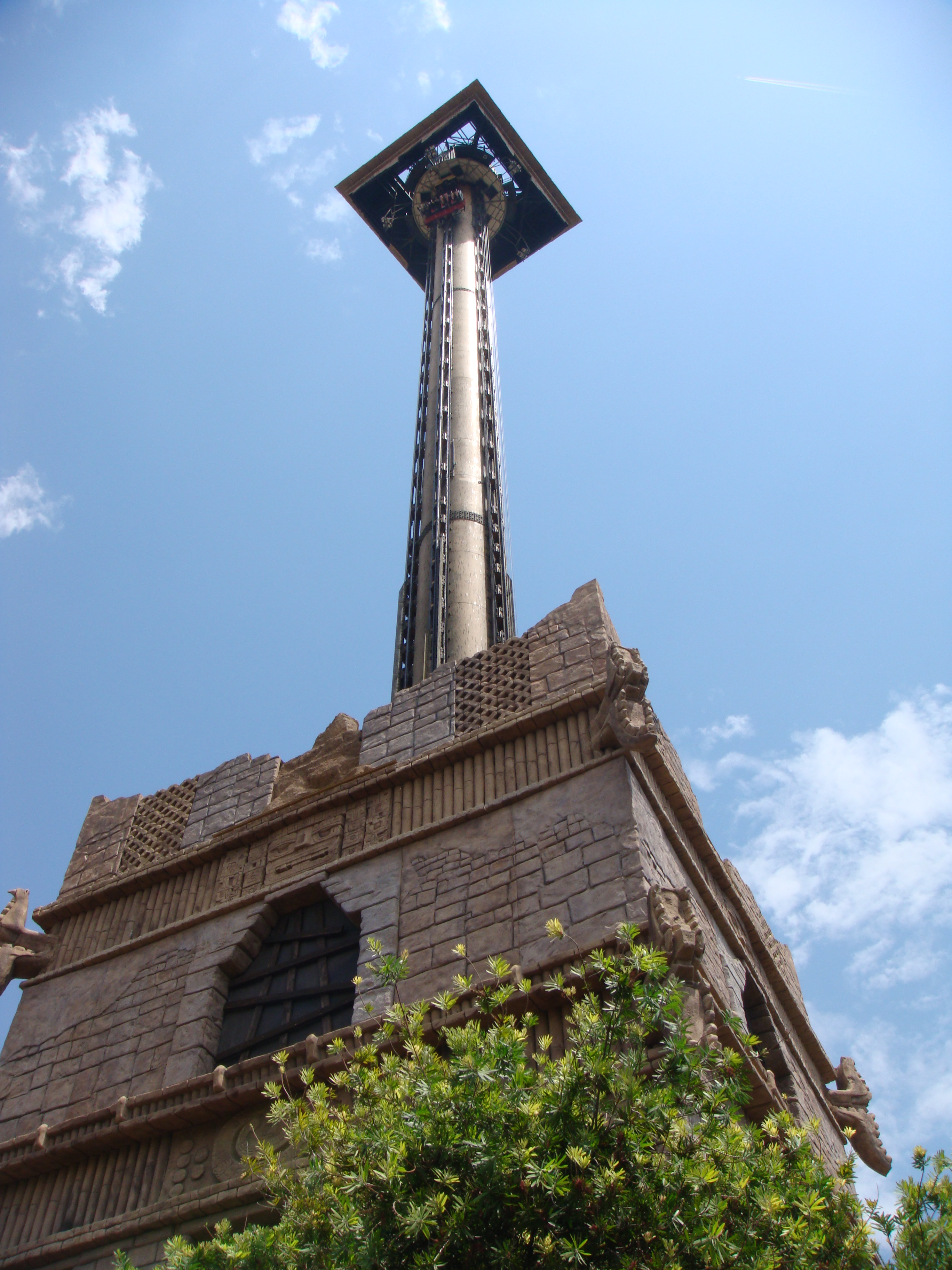
Hurakan Condor sedd från marken.

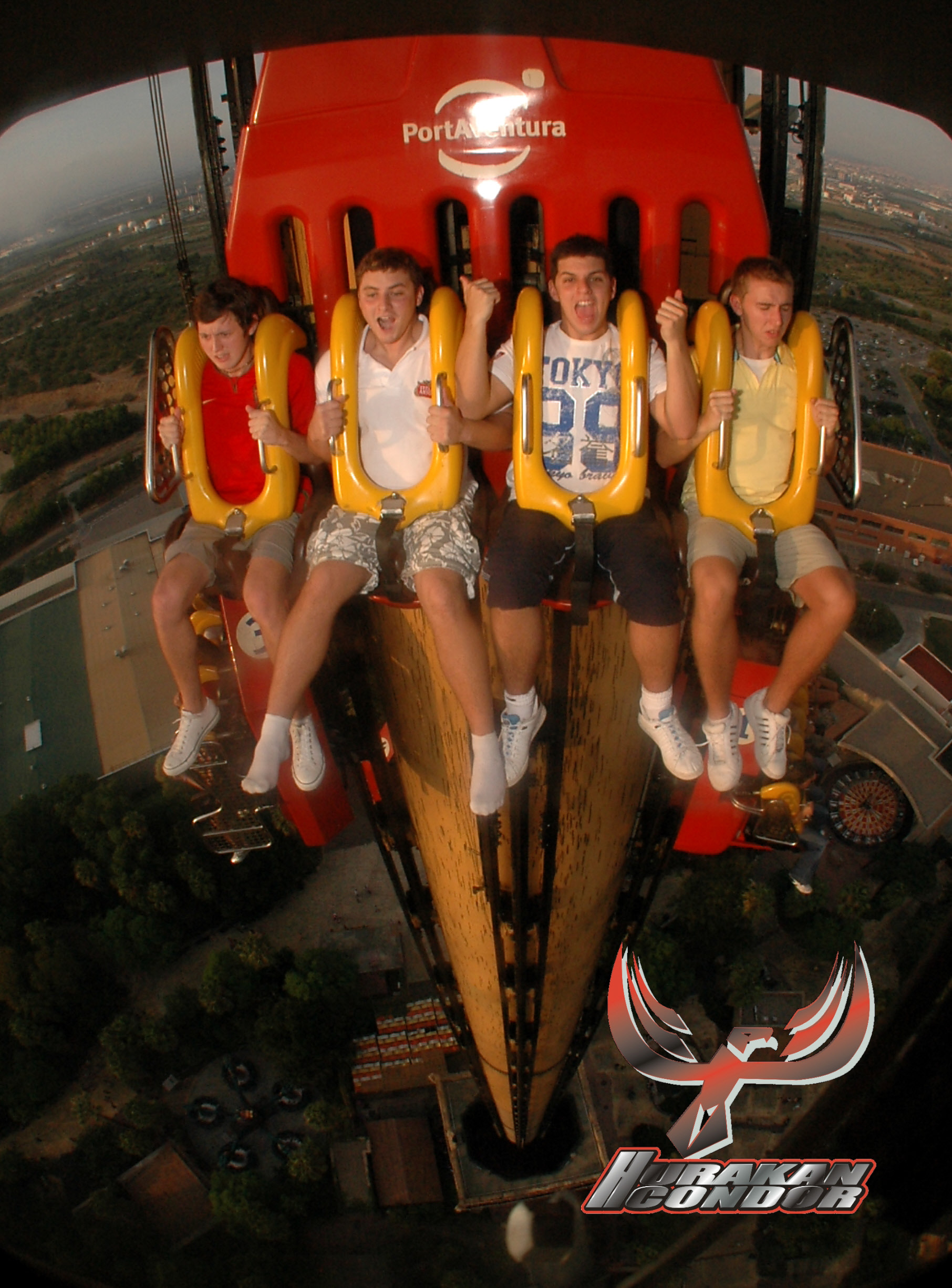
Foto på passagerare, taget av attraktionens egen kamera, just före vagnen släpps.

Hurakan Condor är en åkattraktion i nöjesparken Port Aventura i Spanien. Attraktionen är tillverkad av Intamin AG och består av fem vagnar monterade runt ett 115 meter högt torn. De åkande sitter fyra personer i var vagn och dessa dras sakta upp längst tornet till en höjd av 86 meter. Där vrids vagnen sakta utåt samtidigt som den fortsätter att dras upp de sista metrarna. Kameran tar en bild på de åkande och i samma ögonblick släpps vagnen och passagerarna faller 86 meter i en hastighet av 115 kilometer i timmen. Vagnen saktar sedan in och stannar slutligen vid stationen igen.